# Imelda Marcos

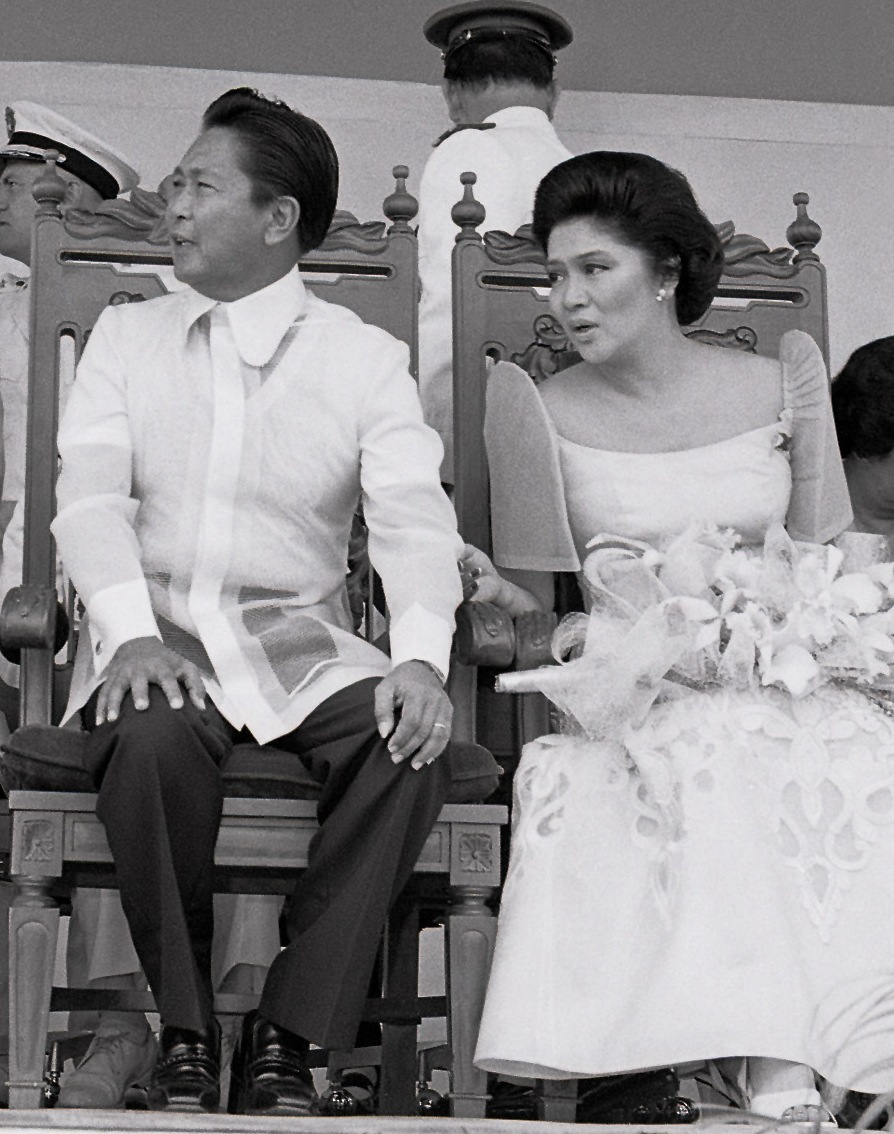
Ferdinand i Imelda Marcos w 1979 roku

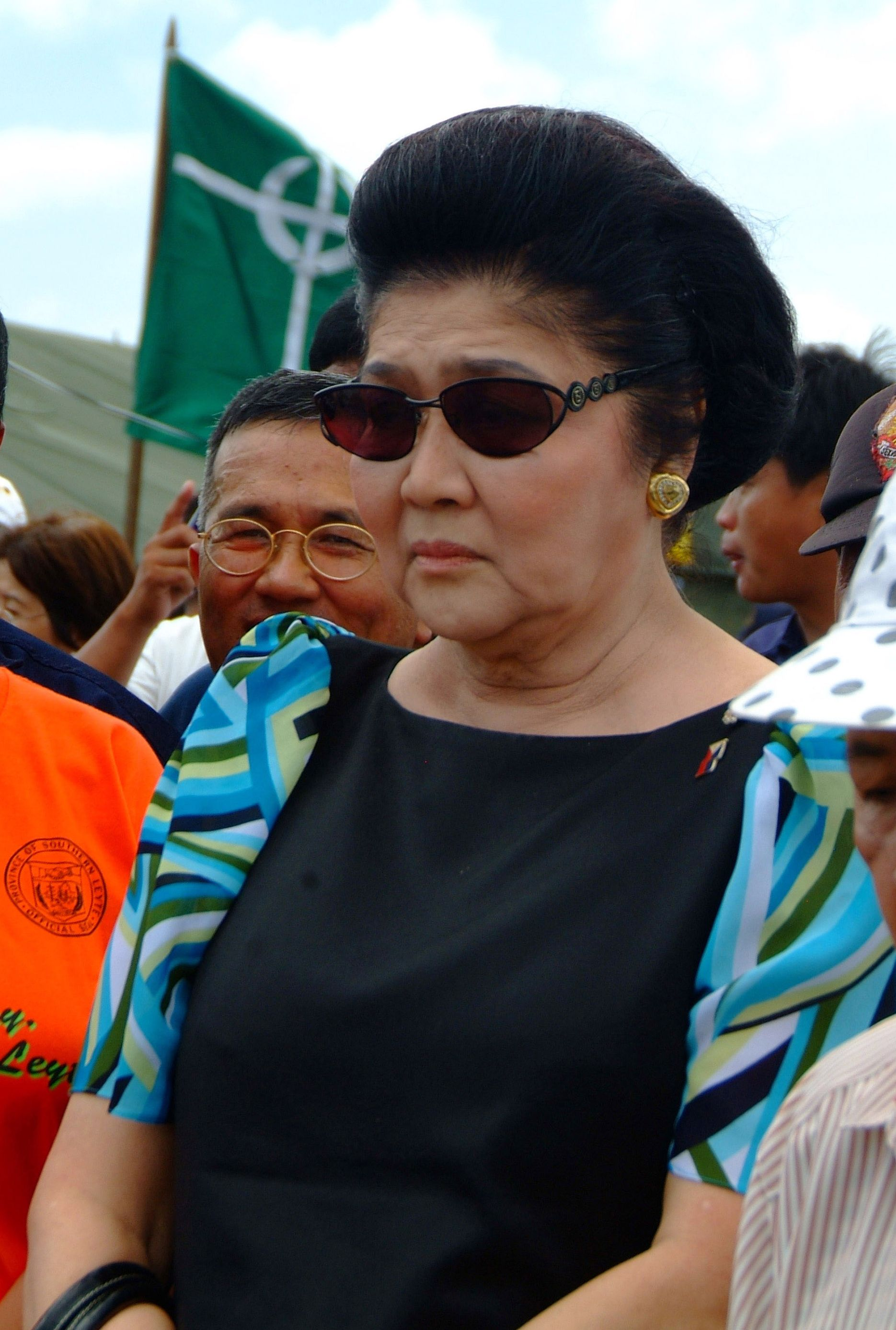
Imelda Romuáldez Marcos w 2006 roku

Imelda Romuáldez Marcos (ur. 2 lipca 1929 w Manili) – filipińska polityk, pierwsza dama Filipin (1965–1986), gubernator Regionu Stołecznego Manili (1975–1986), minister ekologii i budownictwa mieszkaniowego (1978–1986). W latach 1995–1998 i 2010–2019 deputowana do Izby Reprezentantów.
Żona dyktatora Filipin Ferdinanda Marcosa i matka 17. prezydenta kraju Bongbonga Marcosa.

## Życiorys
Była laureatką konkursu piękności Miss Manila i została w 1954 r. żoną filipińskiego polityka Ferdinanda Marcosa. W 1965 r. Marcos został prezydentem Filipin, a od 1974 r. rządził w sposób autokratyczny. W czasie jego rządów Imelda Marcos weszła do kręgów władzy i została mianowana gubernatorem Regionu Stołecznego, ministrem ekologii oraz budownictwa mieszkaniowego.
W czasie choroby Marcosa faktycznie sprawowała władzę nad państwem. W imieniu męża wielokrotnie reprezentowała Filipiny za granicą, między innymi stała na czele delegacji do Moskwy uczestniczących w pogrzebach kolejnych przywódców ZSRR – Leonida Breżniewa (1982), Jurija Andropowa (1984) i Konstantina Czernienko (1985). W 1971 reprezentowała Filipiny na obchodach 2500-lecia Cesarstwa Perskiego, które były jednym z największych w historii zgromadzeń koronowanych głów i przywódców z całego świata. 7 grudnia 1972 roku została ciężko zraniona nożem przez zamachowca.
Po obaleniu rządów klanu Marcosów w 1986 r., Marcosowie schronili się na Hawajach. Słynna stała się wtedy jej ekstrawagancja, a Imelda Marcos stała się sławna z powodu pozostawionej w rezydencji prezydenckiej Malacañan Palace olbrzymiej kolekcji luksusowego obuwia (1006 szt.), 15 płaszczy z norek, 508 długich płaszczy, 888 torebek, 65 parasolek, 71 par okularów przeciwsłonecznych.
Trzy lata po śmierci Marcosa w 1989 r. Imelda Marcos powróciła na Filipiny i wystartowała w wyborach prezydenckich, w których doznała porażki, lecz zdobyła miejsce w Izbie Reprezentantów. W 1998 r. ponownie próbowała, bez skutku, zdobyć fotel prezydencki. Po wygaśnięciu jej immunitetu w 2001 r. została aresztowana i oskarżona o malwersacje finansowe, które miały miejsce za rządów Marcosów, lecz została uniewinniona.
W kwietniu 2010 ukazał się album koncepcyjny „Here Lies Love” Davida Byrne’a i Fatboy Slima, z udziałem 22 wokalistek, poświęcony osobie Imeldy Marcos.
W latach 2010–2019 ponownie sprawowała funkcję deputowanej do filipińskiej Izby Reprezentantów.

## Odznaczenia
W 1978 została odznaczona jako pierwsza Krzyżem Wielkim Gawad Mabini. Uhonorowana także wojskową komandorią Legii Honorowej w 1972, kobiecym Orderem Gabrieli Silang i Wielkim Łańcuchem Orderu Serca Złotego w 1965.
Otrzymała też wiele zagranicznych odznaczeń, np.:
- Order Skarbu Korony (Japonia), 1966[8]
- Order Chula Chom Klao (Syjam), 1968[9]
- Medal 2500-lecia Imperium Perskiego (Iran), 1971
- Order Zasługi (Zakon Maltański), 1972[10]
- Order Izabeli Katolickiej (Hiszpania), 1974[11]
- Medal Koronacyjny Króla Birendry (Nepal), 1975[12]
- Order 23 Sierpnia (Rumunia), 1975[13]
- Order Narodowy Zasługi (Gabon), 1976[14]
- Order Odrodzenia (Jordania), 1976[15]
- Order Zasługi (Austria)[16]
- Medal Prezydencki (Korea Południowa)[16]